# Lana Del Rey/Auszeichnungen für Musikverkäufe

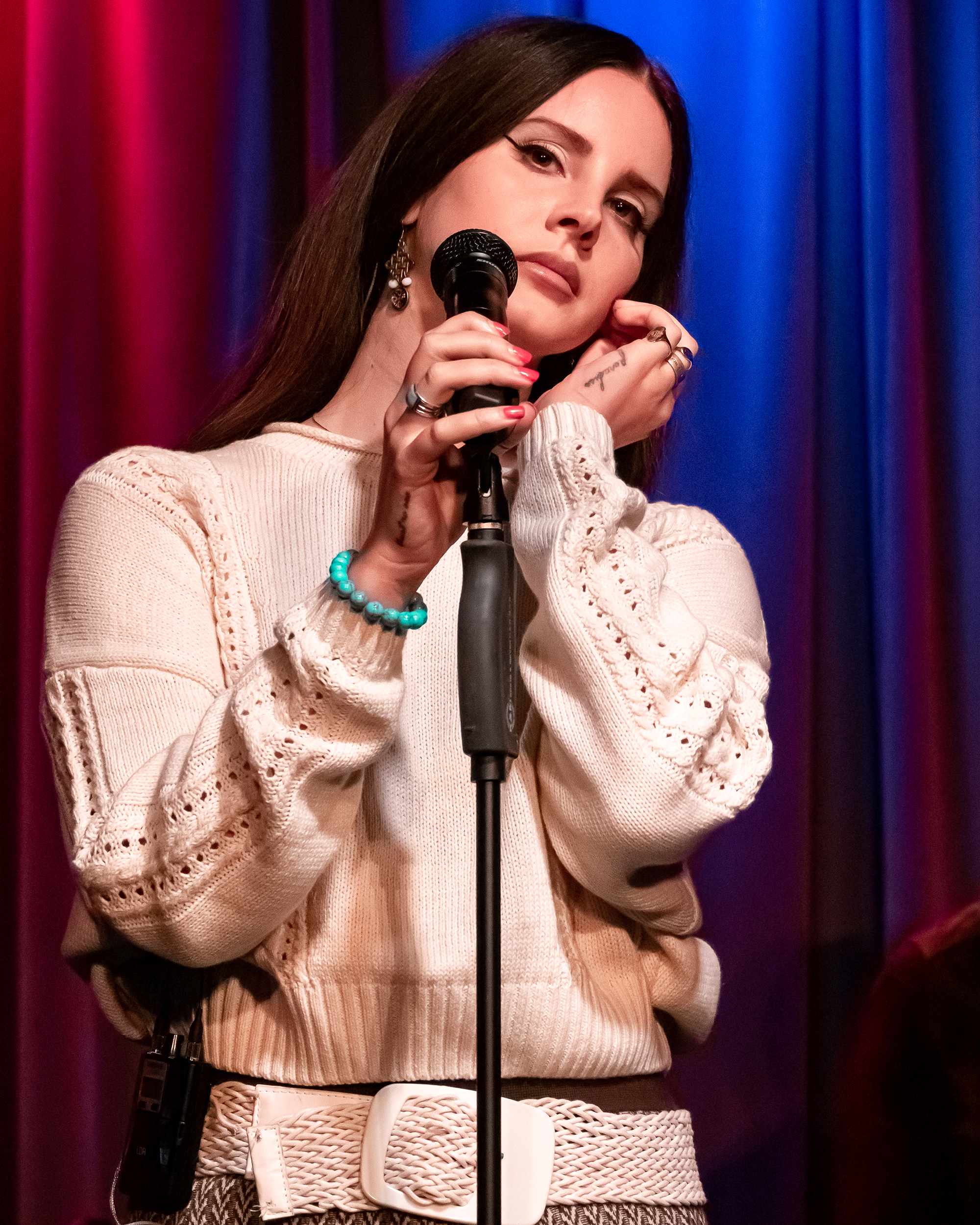
Lana Del Rey (2019)

Dies ist eine Übersicht über die Auszeichnungen für Musikverkäufe der US-amerikanischen Popsängerin Lana Del Rey. Die Auszeichnungen finden sich nach ihrer Art (Gold, Platin usw.), nach Staaten getrennt in alphabetischer Reihenfolge, geordnet sowie nach den Tonträgern selbst in chronologischer Reihenfolge, getrennt nach Medium (Alben, Singles usw.), wieder.

## Auszeichnungen
| - Vereinigtes Königreich - 2019: für die Single Love - 2020: für die Single Lust for Life - 2022: für die Single Dark Paradise - 2023: für das Lied Norman Fucking Rockwell - 2023: für die Single High by the Beach - 2023: für das Lied Off to the Races - 2023: für die Single Mariners Apartment Complex - 2023: für die Single Ultraviolence - 2024: für das Lied Happiness is a Butterfly - 2024: für die Single Chemtrails over the Country Club - 2024: für die Single Once Upon a Dream - 2024: für das Lied Let The Light In - 2024: für das Lied Art Deco - 2024: für das Lied Pretty When You Cry - 2025: für das Lied Cherry - 2025: für die Single White Mustang - 2025: für das Lied Sad Girl - 2025: für das Lied Margaret - 2025: für das Lied Gods & Monsters - 2025: für die Single Fuck It, I Love You - 2025: für die Single Venice Bitch - Australien - 2023: für das Album Honeymoon - 2023: für das Album Lust for Life - 2023: für die Single Chemtrails over the Country Club - 2023: für die Single Fuck It, I Love You - 2023: für die Single Hope Is a Dangerous Thing for a Woman like Me to Have – but I Have It - 2023: für die Single Once Upon a Dream - 2023: für die Single Summer Bummer - 2023: für die Single Ultraviolence - 2023: für die Single Venice Bitch - 2023: für das Lied Cherry - 2023: für das Lied Happiness is a Butterfly - 2023: für das Lied Norman Fucking Rockwell - 2023: für das Lied Off to the Races - 2023: für das Lied This Is What Makes Us Girls - 2024: für das Lied Prisoner - 2024: für das Lied Art Deco - 2024: für das Lied Cola - 2024: für das Lied Pretty When You Cry - 2024: für das Lied Sad Girl - 2024: für die Single Shades of Cool - Belgien - 2022: für das Album Norman Fucking Rockwell! - 2024: für die Single Say Yes to Heaven - Brasilien - 2023: für das Album Blue Banisters - 2023: für das Album Chemtrails over the Country Club - 2024: für die Single Music to Watch Boys To - 2024: für das Lied How to Disappear - 2024: für das Lied Off to the Races - 2024: für das Lied Art Deco - 2024: für das Lied The Next Best American Record - 2024: für das Lied Freak - 2024: für das Lied Cola - 2024: für die Single Let Me Love You Like a Woman - 2024: für das Lied Radio - 2024: für das Lied In My Feelings - 2024: für das Lied 13 Beaches - 2024: für das Lied Dealer - 2024: für das Lied Sad Girl - 2024: für das Lied Pretty When You Cry - 2024: für die Single Watercolor Eyes - 2024: für das Lied Bartender - 2024: für das Lied White Dress - 2024: für das Lied Diet Mountain Dew - 2024: für das Lied Paris, Texas - 2024: für das Lied Stargirl Interlude - 2024: für das Lied Thunder - 2024: für die Single Text Book - 2024: für die Single Black Beauty - 2024: für das Lied Without You - 2025: für das Lied Taco Truck x VB - 2025: für das Lied Candy Necklace - Dänemark - 2012: für das Streaming Born to Die - 2012: für das Streaming Video Games - 2013: für das Streaming Blue Jeans - 2014: für das Streaming Young & Beautiful - 2021: für das Album Lust for Life - 2023: für das Album Honeymoon - 2024: für das Lied Stargirl Interlude - 2024: für die Single Doin’ Time - 2024: für die Single West Coast - 2025: für die Single National Anthem - Deutschland - 2015: für das Album Ultraviolence - 2018: für die Single Born to Die - 2024: für das Album Honeymoon - 2024: für die Single Summertime - 2025: für die Single West Coast - Finnland - 2021: für das Album Ultraviolence - 2021: für das Album Honeymoon - 2021: für das Album Lust for Life - Frankreich - 2013: für das Album Born To Die – The Paradise Edition - 2015: für das Album Honeymoon - 2018: für das Album Lust for Life - 2023: für die Single Party Monster - 2024: für das Album Did You Know That There’s a Tunnel Under Ocean Blvd - 2024: für das Album Chemtrails over the Country Club - 2025: für die Single Chemtrails over the Country Club - Griechenland - 2022: für die Single Doin’ Time - 2022: für die Single Party Monster - 2023: für das Lied Radio - 2023: für die Single Say Yes to Heaven - 2024: für die Single Tough - 2025: für das Lied The Abyss - Italien - 2014: für die Single Blue Jeans - 2018: für die Single Love - 2022: für das Album Norman Fucking Rockwell! - 2022: für das Album Lust for Life - 2023: für die Single Party Monster - 2023: für das Lied Stargirl Interlude - 2024: für die Single West Coast - 2024: für die Single Lust for Life - 2024: für die Single Doin’ Time - 2024: für die Single Say Yes to Heaven - 2024: für das Album Honeymoon - Kanada - 2012: für die Single Video Games - 2014: für die Single Blue Jeans - 2014: für die Single Born to Die - 2019: für das Lied Prisoner - 2019: für das Lied Stargirl Interlude - 2019: für die Single Doin’ Time - 2024: für das Lied Let The Light In - 2024: für das Album Did You Know That There’s a Tunnel Under Ocean Blvd - 2025: für das Album Blue Banisters - 2025: für das Lied Get Free - 2025: für das Album Chemtrails over the Country Club - Mexiko - 2014: für das Album Ultraviolence - 2023: für das Lied Snow on the Beach - Neuseeland - 2023: für das Lied Snow on the Beach - 2024: für das Album Did You Know That There’s a Tunnel Under Ocean Blvd - Niederlande - 2013: für die Single Summertime Sadness - Norwegen - 2013: für das Album Born to Die - 2017: für die Single Party Monster - 2020: für die Single Don’t Call Me Angel - Österreich - 2012: für die Single Summertime Sadness - 2015: für das Album Ultraviolence - Polen - 2023: für das Lied Happiness is a Butterfly - 2024: für die Single Lust for Life - 2024: für die Single High by the Beach - 2024: für das Lied Cherry - 2024: für die Single Love - 2024: für die Single White Mustang - 2024: für das Lied Salvatore - 2024: für das Lied Margaret - Portugal - 2020: für die Single Don’t Call Me Angel - 2022: für die Single Doin’ Time - 2023: für das Lied Stargirl Interlude - 2023: für das Lied Snow on the Beach - 2024: für das Album Ultraviolence - Schweden - 2013: für das Album Born to Die - 2017: für die Single Love - Singapur - 2019: für das Album Born to Die - Spanien - 2014: für das Streaming Summertime Sadness - 2024: für die Single Born to Die - 2024: für die Single Doin’ Time - 2024: für das Lied Snow on the Beach - 2024: für das Lied Stargirl Interlude - 2024: für die Single Lust for Life - 2024: für die Single West Coast - 2024: für die Single Say Yes to Heaven - 2024: für die Single Chemtrails over the Country Club - 2024: für die Single Brooklyn Baby - 2024: für das Lied Cinnamon Girl - Ungarn - 2013: für das Album Born to Die - Vereinigte Staaten - 2020: für das Album Lust for Life - 2021: für das Album Honeymoon - 2021: für das Lied Carmen - 2021: für das Lied Cola - 2021: für das Lied Diet Mountain Dew - 2021: für das Lied Gods & Monsters - 2021: für das Lied Million Dollar Man - 2021: für das Lied This Is What Makes Us Girls - 2021: für die Single Shades of Cool - 2021: für die Single Summer Bummer - 2023: für die Single Fuck It, I Love You - 2023: für das Lied American - 2023: für das Lied Art Deco - 2023: für das Lied Cherry - 2023: für das Lied Cinnamon Girl - 2023: für das Lied Dealer - 2023: für das Lied Diet Mountain Dew - 2023: für das Lied Freak - 2023: für das Lied Happiness is a Butterfly - 2023: für die Single Mariners Apartment Complex - 2023: für die Single Say Yes to Heaven - 2023: für die Single Venice Bitch - 2023: für das Lied How to Disappear - 2023: für das Lied Without You - Vereinigtes Königreich - 2017: für das Album Honeymoon - 2019: für das Album Lust for Life - 2023: für das Album Did You Know That There’s a Tunnel Under Ocean Blvd - 2023: für das Album Chemtrails over the Country Club - 2024: für die Single National Anthem - 2024: für das Lied Snow on the Beach - 2024: für die Single Brooklyn Baby - 2024: für das Lied Radio - 2024: für die Single Ride - 2024: für die Single Say Yes to Heaven - 2024: für das Album Blue Banisters - 2024: für das Lied Cinnamon Girl - 2024: für die Single Don’t Call Me Angel - 2024: für das Lied Diet Mountain Dew | - Australien - 2014: für das Album Born To Die – The Paradise Edition - 2023: für das Album Ultraviolence - 2023: für die Single Don’t Call Me Angel - 2023: für die Single Brooklyn Baby - 2023: für die Single Dark Paradise - 2023: für die Single Doin’ Time - 2023: für die Single High by the Beach - 2023: für die Single Love - 2023: für die Single Lust for Life - 2023: für die Single National Anthem - 2023: für die Single Ride - 2024: für das Lied Cinnamon Girl - 2024: für das Lied Diet Mountain Dew - 2024: für die Single Mariners Apartment Complex - 2025: für das Album Norman Fucking Rockwell! - Belgien - 2012: für die Single Video Games - 2012: für das Album Born to Die - Brasilien - 2018: für das Album Lust for Life - 2023: für das Album Honeymoon - 2024: für die Single Shades of Cool - 2024: für die Single Ultraviolence - 2024: für das Lied California - 2024: für das Lied The Greatest - 2024: für die Single National Anthem - 2024: für die Single High by the Beach - 2024: für die Single Hope Is a Dangerous Thing for a Woman like Me to Have – but I Have It - 2024: für die Single Venice Bitch - 2024: für die Single Dark Paradise - 2024: für das Lied Norman Fucking Rockwell - 2024: für die Single White Mustang - 2024: für das Lied Cherry - 2024: für das Lied Peppers - 2024: für die Single A&W - 2024: für das Lied Snow on the Beach - 2024: für das Album Did You Know That There’s a Tunnel Under Ocean Blvd - 2024: für die Single Did You Know That There’s a Tunnel Under Ocean Blvd - 2025: für die Single Tough - Dänemark - 2014: für die Single Summertime Sadness - 2022: für die Single Video Games - 2023: für das Album Norman Fucking Rockwell! - 2023: für die Single Young & Beautiful - 2023: für die Single Born to Die - 2024: für das Album Ultraviolence - 2025: für die Single Party Monster - Deutschland - 2023: für die Single Young & Beautiful - Finnland - 2022: für das Album Norman Fucking Rockwell! - Frankreich - 2014: für das Album Ultraviolence - 2025: für das Lied Stargirl Interlude - 2025: für die Single Say Yes to Heaven - Italien - 2014: für die Single Born to Die - 2024: für die Single Video Games - 2024: für das Album Ultraviolence - Kanada - 2014: für die Single Young & Beautiful - 2023: für das Lied Snow on the Beach - 2023: für das Album Honeymoon - 2023: für das Album Lust for Life - 2023: für die Single Say Yes to Heaven - 2024: für die Single Don’t Call Me Angel - Mexiko - 2014: für die Single Summertime Sadness - Neuseeland - 2016: für die Single Born to Die - 2021: für die Single Party Monster - 2023: für das Album Lust for Life - 2023: für das Album Norman Fucking Rockwell! - 2023: für die Single Blue Jeans - 2025: für das Album Honeymoon - Österreich - 2012: für die Single Video Games - Polen - 2014: für das Album Ultraviolence - 2020: für die Single Don’t Call Me Angel - 2023: für die Single Doin’ Time - 2024: für das Album Did You Know That There’s a Tunnel Under Ocean Blvd - 2024: für die Single Party Monster - 2024: für das Album Chemtrails over the Country Club - 2024: für die Single Chemtrails over the Country Club - 2024: für das Lied Cinnamon Girl - 2024: für das Lied Art Deco - 2024: für das Album Blue Banisters - Portugal - 2023: für die Single Party Monster - 2024: für die Single Video Games - Russland - 2012: für das Album Born to Die - Spanien - 2013: für das Album Born to Die - 2024: für die Single Video Games - Vereinigte Staaten - 2021: für die Single Once Upon a Dream - 2021: für das Album Ultraviolence - 2021: für das Lied Radio - 2021: für die Single Dark Paradise - 2021: für die Single Doin’ Time - 2021: für die Single Love - 2021: für die Single Lust for Life - 2021: für die Single National Anthem - 2021: für die Single Ride - 2022: für das Lied Prisoner - 2023: für die Single Brooklyn Baby - 2023: für die Single High by the Beach - 2023: für das Lied Off to the Races - 2023: für die Single Ultraviolence - 2024: für das Album Norman Fucking Rockwell! - Vereinigtes Königreich - 2020: für die Single Born to Die - 2022: für das Album Ultraviolence - 2023: für die Single Party Monster - 2024: für das Album Norman Fucking Rockwell! - 2024: für das Lied Stargirl Interlude - 2024: für die Single West Coast - 2024: für die Single Blue Jeans - 2025: für die Single Doin’ Time - Zentralamerika - 2025: für die Single Say Yes to Heaven - Mexiko - 2014: für das Album Born to Die | - Australien - 2023: für die Single Blue Jeans - 2023: für die Single Born to Die - 2023: für die Single West Coast - 2024: für die Single Party Monster - 2024: für die Single Say Yes to Heaven - 2024: für das Lied Snow on the Beach - Brasilien - 2023: für das Album Norman Fucking Rockwell! - 2023: für das Album Ultraviolence - 2024: für die Single Young & Beautiful - 2024: für die Single Lust for Life - 2024: für die Single Brooklyn Baby - 2024: für das Lied Happiness is a Butterfly - 2024: für die Single Ride - 2024: für die Single Love - 2024: für die Single West Coast - 2024: für die Single Fuck It, I Love You - 2024: für das Lied Cinnamon Girl - 2024: für die Single Mariners Apartment Complex - 2024: für die Single Chemtrails over the Country Club - 2024: für die Single Party Monster - 2025: für das Lied Margaret - Dänemark - 2024: für die Single Summertime Sadness - Deutschland - 2018: für die Single Video Games - Europa - 2013: für das Album Born to Die - Griechenland - 2023: für die Single Summertime Sadness - 2024: für das Lied Stargirl Interlude - 2024: für die Single West Coast - 2024: für die Single Young & Beautiful - Irland - 2012: für das Album Born to Die - Kanada - 2024: für das Lied Radio - 2025: für das Album Norman Fucking Rockwell! - 2025: für das Album Ultraviolence - Neuseeland - 2023: für die Single Video Games - 2024: für das Lied Stargirl Interlude - 2025: für das Album Ultraviolence - Österreich - 2014: für das Album Born to Die - Polen - 2023: für das Album Honeymoon - 2024: für das Album Lust for Life - 2024: für das Album Norman Fucking Rockwell! - 2024: für die Single Say Yes to Heaven - 2024: für das Lied Stargirl Interlude - Portugal - 2013: für das Album Born to Die - Schweden - 2014: für das Album Born to Die – The Paradise Edition - 2014: für die Single Young & Beautiful - Schweiz - 2012: für die Single Video Games - 2012: für das Album Born to Die - Spanien - 2025: für die Single Young & Beautiful - Vereinigte Staaten - 2021: für die Single Blue Jeans - 2023: für die Single West Coast - Vereinigtes Königreich - 2024: für die Single Young & Beautiful - Australien - 2024: für das Lied Radio - Brasilien - 2023: für das Album Born to Die - 2024: für die Single Say Yes to Heaven - 2025: für das Lied Let The Light In - Deutschland - 2023: für die Single Summertime Sadness - Italien - 2017: für die Single Summertime Sadness - 2024: für das Album Born to Die - 2024: für die Single Young & Beautiful - Schweden - 2014: für die Single Summertime Sadness - Spanien - 2024: für die Single Summertime Sadness - Vereinigte Staaten - 2022: für die Single Party Monster - 2023: für die Single Born to Die - 2023: für die Single Video Games - Vereinigtes Königreich - 2024: für die Single Video Games - Australien - 2024: für das Album Born to Die - Dänemark - 2024: für das Album Born to Die - Kanada - 2019: für die Single Party Monster - Neuseeland - 2025: für die Single Young & Beautiful - Portugal - 2024: für die Single Summertime Sadness - Vereinigtes Königreich - 2024: für die Single Summertime Sadness - Deutschland - 2024: für das Album Born to Die - Australien - 2024: für die Single Video Games - Finnland - 2022: für das Album Born to Die - Kanada - 2023: für das Album Born to Die - Schweiz - 2023: für die Single Summertime Sadness - Vereinigte Staaten - 2024: für das Album Born to Die - Vereinigtes Königreich - 2023: für das Album Born to Die - Neuseeland - 2024: für das Album Born to Die - 2025: für die Single Summertime Sadness - Vereinigte Staaten - 2023: für die Single Young & Beautiful - Vereinigte Staaten - 2023: für die Single Summertime Sadness - Australien - 2024: für die Single Young & Beautiful - Australien - 2024: für die Single Summertime Sadness - Brasilien - 2023: für das Album Born To Die – The Paradise Edition - 2023: für die Single Don’t Call Me Angel - 2024: für die Single Born to Die - 2024: für die Single Video Games - 2024: für die Single Blue Jeans - Frankreich - 2014: für das Album Born to Die - Kanada - 2025: für die Single Summertime Sadness - Polen - 2013: für das Album Born to Die - Brasilien - 2024: für die Single Summertime Sadness - 2024: für die Single Doin’ Time |

## Auszeichnungen nach Alben

### Lana Del Rey
| Land/Region               | Auszeichnungen für Musikverkäufe (Land/Region, Auszeichnung, Verkäufe) | Verkäufe |
| ------------------------- | ---------------------------------------------------------------------- | -------- |
| Vereinigte Staaten (RIAA) | —                                                                      | 24.000   |
| Insgesamt                 | —                                                                      | 24.000   |

### Born to Die
| Land/Region                  | Auszeichnungen für Musikverkäufe (Land/Region, Auszeichnung, Verkäufe) | Verkäufe    |
| ---------------------------- | ---------------------------------------------------------------------- | ----------- |
| Australien (ARIA)            | 4× Platin (Standard) · + Platin (Paradise-Edition)                     | 350.000     |
| Belgien (BRMA)               | Platin                                                                 | 30.000      |
| Brasilien (PMB)              | 3× Platin (Standard) · + Diamant (Paradise-Edition)                    | 280.000     |
| Dänemark (IFPI)              | 4× Platin                                                              | 80.000      |
| Deutschland (BVMI)           | 9× Gold                                                                | 900.000     |
| Europa (IFPI)                | 2× Platin                                                              | (2.000.000) |
| Finnland (IFPI)              | 5× Platin                                                              | 100.000     |
| Frankreich (SNEP)            | Diamant (Standard) · + Gold (Paradise-Edition)                         | 550.000     |
| Irland (IRMA)                | 2× Platin                                                              | 30.000      |
| Italien (FIMI)               | 3× Platin                                                              | 150.000     |
| Kanada (MC)                  | 5× Platin                                                              | 400.000     |
| Mexiko (AMPROFON)            | 3× Gold                                                                | 90.000      |
| Neuseeland (RMNZ)            | 6× Platin                                                              | 90.000      |
| Norwegen (IFPI)              | Gold                                                                   | 15.000      |
| Österreich (IFPI)            | 2× Platin                                                              | 40.000      |
| Polen (ZPAV)                 | Diamant                                                                | 100.000     |
| Portugal (AFP)               | 2× Platin                                                              | 30.000      |
| Russland (NFPF)              | Platin                                                                 | 10.000      |
| Schweden (IFPI)              | 2× Platin · + Gold                                                     | 100.000     |
| Schweiz (IFPI)               | 2× Platin                                                              | 60.000      |
| Singapur (RIAS)              | Gold                                                                   | 5.000       |
| Spanien (Promusicae)         | Platin                                                                 | 40.000      |
| Ungarn (MAHASZ)              | Gold                                                                   | 3.000       |
| Vereinigte Staaten (RIAA)    | 5× Platin                                                              | 5.000.000   |
| Vereinigtes Königreich (BPI) | 5× Platin                                                              | 1.500.000   |
| Insgesamt                    | 7× Gold · 61× Platin · 3× Diamant ·                                    | 9.953.000   |

### Paradise
| Land/Region               | Auszeichnungen für Musikverkäufe (Land/Region, Auszeichnung, Verkäufe) | Verkäufe |
| ------------------------- | ---------------------------------------------------------------------- | -------- |
| Vereinigte Staaten (RIAA) | —                                                                      | 332.000  |
| Insgesamt                 | —                                                                      | 332.000  |

### Ultraviolence
| Land/Region                  | Auszeichnungen für Musikverkäufe (Land/Region, Auszeichnung, Verkäufe) | Verkäufe  |
| ---------------------------- | ---------------------------------------------------------------------- | --------- |
| Australien (ARIA)            | Platin                                                                 | 70.000    |
| Brasilien (PMB)              | 2× Platin                                                              | 80.000    |
| Dänemark (IFPI)              | Platin                                                                 | 20.000    |
| Deutschland (BVMI)           | Gold                                                                   | 100.000   |
| Finnland (IFPI)              | Gold                                                                   | 10.000    |
| Frankreich (SNEP)            | Platin                                                                 | 100.000   |
| Italien (FIMI)               | Platin                                                                 | 50.000    |
| Kanada (MC)                  | 2× Platin                                                              | 160.000   |
| Mexiko (AMPROFON)            | Gold                                                                   | 30.000    |
| Neuseeland (RMNZ)            | 2× Platin                                                              | 30.000    |
| Österreich (IFPI)            | Gold                                                                   | 7.500     |
| Polen (ZPAV)                 | Platin                                                                 | 20.000    |
| Portugal (AFP)               | Gold                                                                   | 3.500     |
| Vereinigte Staaten (RIAA)    | Platin                                                                 | 1.000.000 |
| Vereinigtes Königreich (BPI) | Platin                                                                 | 321.000   |
| Insgesamt                    | 5× Gold · 13× Platin ·                                                 | 2.017.000 |

### Honeymoon
| Land/Region                  | Auszeichnungen für Musikverkäufe (Land/Region, Auszeichnung, Verkäufe) | Verkäufe  |
| ---------------------------- | ---------------------------------------------------------------------- | --------- |
| Australien (ARIA)            | Gold                                                                   | 35.000    |
| Brasilien (PMB)              | Platin                                                                 | 40.000    |
| Dänemark (IFPI)              | Gold                                                                   | 10.000    |
| Deutschland (BVMI)           | Gold                                                                   | 100.000   |
| Finnland (IFPI)              | Gold                                                                   | 10.000    |
| Frankreich (SNEP)            | Gold                                                                   | 50.000    |
| Italien (FIMI)               | Gold                                                                   | 25.000    |
| Kanada (MC)                  | Platin                                                                 | 80.000    |
| Neuseeland (RMNZ)            | Platin                                                                 | 15.000    |
| Polen (ZPAV)                 | 2× Platin                                                              | 40.000    |
| Vereinigte Staaten (RIAA)    | Gold                                                                   | 500.000   |
| Vereinigtes Königreich (BPI) | Gold                                                                   | 100.000   |
| Insgesamt                    | 8× Gold · 5× Platin ·                                                  | 1.005.000 |

### Lust for Life
| Land/Region                  | Auszeichnungen für Musikverkäufe (Land/Region, Auszeichnung, Verkäufe) | Verkäufe |
| ---------------------------- | ---------------------------------------------------------------------- | -------- |
| Australien (ARIA)            | Gold                                                                   | 35.000   |
| Brasilien (PMB)              | Platin                                                                 | 40.000   |
| Dänemark (IFPI)              | Gold                                                                   | 10.000   |
| Finnland (IFPI)              | Gold                                                                   | 10.000   |
| Frankreich (SNEP)            | Gold                                                                   | 50.000   |
| Italien (FIMI)               | Gold                                                                   | 25.000   |
| Kanada (MC)                  | Platin                                                                 | 80.000   |
| Neuseeland (RMNZ)            | Platin                                                                 | 15.000   |
| Polen (ZPAV)                 | 2× Platin                                                              | 40.000   |
| Vereinigte Staaten (RIAA)    | Gold                                                                   | 500.000  |
| Vereinigtes Königreich (BPI) | Gold                                                                   | 100.000  |
| Insgesamt                    | 7× Gold · 5× Platin ·                                                  | 905.000  |

### Norman Fucking Rockwell!
| Land/Region                  | Auszeichnungen für Musikverkäufe (Land/Region, Auszeichnung, Verkäufe) | Verkäufe  |
| ---------------------------- | ---------------------------------------------------------------------- | --------- |
| Australien (ARIA)            | Platin                                                                 | 70.000    |
| Belgien (BRMA)               | Gold                                                                   | 10.000    |
| Brasilien (PMB)              | 2× Platin                                                              | 80.000    |
| Dänemark (IFPI)              | Platin                                                                 | 20.000    |
| Finnland (IFPI)              | Platin                                                                 | 20.000    |
| Italien (FIMI)               | Gold                                                                   | 25.000    |
| Kanada (MC)                  | 2× Platin                                                              | 160.000   |
| Neuseeland (RMNZ)            | Platin                                                                 | 15.000    |
| Polen (ZPAV)                 | 2× Platin                                                              | 40.000    |
| Vereinigte Staaten (RIAA)    | Platin                                                                 | 1.000.000 |
| Vereinigtes Königreich (BPI) | Platin                                                                 | 300.000   |
| Insgesamt                    | 2× Gold · 12× Platin ·                                                 | 1.740.000 |

### Chemtrails over the Country Club
| Land/Region                  | Auszeichnungen für Musikverkäufe (Land/Region, Auszeichnung, Verkäufe) | Verkäufe |
| ---------------------------- | ---------------------------------------------------------------------- | -------- |
| Brasilien (PMB)              | Gold                                                                   | 20.000   |
| Frankreich (SNEP)            | Gold                                                                   | 50.000   |
| Kanada (MC)                  | Gold                                                                   | 40.000   |
| Polen (ZPAV)                 | Platin                                                                 | 20.000   |
| Vereinigtes Königreich (BPI) | Gold                                                                   | 100.000  |
| Insgesamt                    | 4× Gold · 1× Platin ·                                                  | 230.000  |

### Blue Banisters
| Land/Region                  | Auszeichnungen für Musikverkäufe (Land/Region, Auszeichnung, Verkäufe) | Verkäufe |
| ---------------------------- | ---------------------------------------------------------------------- | -------- |
| Brasilien (PMB)              | Gold                                                                   | 20.000   |
| Kanada (MC)                  | Gold                                                                   | 40.000   |
| Polen (ZPAV)                 | Platin                                                                 | 20.000   |
| Vereinigtes Königreich (BPI) | Gold                                                                   | 100.000  |
| Insgesamt                    | 3× Gold · 1× Platin ·                                                  | 180.000  |

### Did You Know That There’s a Tunnel Under Ocean Blvd
| Land/Region                  | Auszeichnungen für Musikverkäufe (Land/Region, Auszeichnung, Verkäufe) | Verkäufe |
| ---------------------------- | ---------------------------------------------------------------------- | -------- |
| Brasilien (PMB)              | Platin                                                                 | 40.000   |
| Frankreich (SNEP)            | Gold                                                                   | 50.000   |
| Kanada (MC)                  | Gold                                                                   | 40.000   |
| Neuseeland (RMNZ)            | Gold                                                                   | 7.500    |
| Polen (ZPAV)                 | Platin                                                                 | 20.000   |
| Vereinigte Staaten (RIAA)    | —                                                                      | 153.000  |
| Vereinigtes Königreich (BPI) | Gold                                                                   | 100.000  |
| Insgesamt                    | 4× Gold · 2× Platin ·                                                  | 410.500  |

## Auszeichnungen nach Singles

### Video Games
| Land/Region                  | Auszeichnungen für Musikverkäufe (Land/Region, Auszeichnung, Verkäufe) | Verkäufe  |
| ---------------------------- | ---------------------------------------------------------------------- | --------- |
| Australien (ARIA)            | 5× Platin                                                              | 350.000   |
| Belgien (BRMA)               | Platin                                                                 | 30.000    |
| Brasilien (PMB)              | Diamant                                                                | 250.000   |
| Dänemark (IFPI)              | Platin                                                                 | 90.000    |
| Deutschland (BVMI)           | 2× Platin                                                              | 600.000   |
| Frankreich (SNEP)            | —                                                                      | 173.600   |
| Italien (FIMI)               | Platin                                                                 | 100.000   |
| Kanada (MC)                  | Gold                                                                   | 40.000    |
| Neuseeland (RMNZ)            | 2× Platin                                                              | 60.000    |
| Österreich (IFPI)            | Platin                                                                 | 30.000    |
| Portugal (AFP)               | Platin                                                                 | 10.000    |
| Schweiz (IFPI)               | 2× Platin                                                              | 60.000    |
| Spanien (Promusicae)         | Platin                                                                 | 60.000    |
| Vereinigte Staaten (RIAA)    | 3× Platin                                                              | 3.000.000 |
| Vereinigtes Königreich (BPI) | 3× Platin                                                              | 1.800.000 |
| Insgesamt                    | 1× Gold · 23× Platin · 1× Diamant ·                                    | 6.653.600 |

### Blue Jeans
| Land/Region                  | Auszeichnungen für Musikverkäufe (Land/Region, Auszeichnung, Verkäufe) | Verkäufe  |
| ---------------------------- | ---------------------------------------------------------------------- | --------- |
| Australien (ARIA)            | 2× Platin                                                              | 140.000   |
| Brasilien (PMB)              | Diamant                                                                | 250.000   |
| Italien (FIMI)               | Gold                                                                   | 15.000    |
| Kanada (MC)                  | Gold                                                                   | 40.000    |
| Neuseeland (RMNZ)            | Platin                                                                 | 30.000    |
| Vereinigte Staaten (RIAA)    | 2× Platin                                                              | 2.000.000 |
| Vereinigtes Königreich (BPI) | Platin                                                                 | 600.000   |
| Insgesamt                    | 2× Gold · 6× Platin · 1× Diamant ·                                     | 3.075.000 |

### Born to Die
| Land/Region                  | Auszeichnungen für Musikverkäufe (Land/Region, Auszeichnung, Verkäufe) | Verkäufe  |
| ---------------------------- | ---------------------------------------------------------------------- | --------- |
| Australien (ARIA)            | 2× Platin                                                              | 140.000   |
| Brasilien (PMB)              | Diamant                                                                | 250.000   |
| Dänemark (IFPI)              | Platin                                                                 | 90.000    |
| Deutschland (BVMI)           | Gold                                                                   | 150.000   |
| Frankreich (SNEP)            | —                                                                      | 36.400    |
| Italien (FIMI)               | Platin                                                                 | 30.000    |
| Kanada (MC)                  | Gold                                                                   | 40.000    |
| Neuseeland (RMNZ)            | Platin                                                                 | 15.000    |
| Spanien (Promusicae)         | Gold                                                                   | 30.000    |
| Vereinigte Staaten (RIAA)    | 3× Platin                                                              | 3.000.000 |
| Vereinigtes Königreich (BPI) | Platin                                                                 | 757.000   |
| Insgesamt                    | 3× Gold · 9× Platin · 1× Diamant ·                                     | 4.538.400 |

### Summertime Sadness
| Land/Region                  | Auszeichnungen für Musikverkäufe (Land/Region, Auszeichnung, Verkäufe) | Verkäufe   |
| ---------------------------- | ---------------------------------------------------------------------- | ---------- |
| Australien (ARIA)            | 12× Platin                                                             | 840.000    |
| Brasilien (PMB)              | 2× Diamant                                                             | 500.000    |
| Dänemark (IFPI)              | 2× Platin                                                              | 180.000    |
| Deutschland (BVMI)           | 3× Platin                                                              | 900.000    |
| Frankreich (SNEP)            | —                                                                      | 50.100     |
| Griechenland (IFPI)          | 2× Platin                                                              | 40.000     |
| Italien (FIMI)               | 3× Platin                                                              | 90.000     |
| Kanada (MC)                  | Diamant                                                                | 800.000    |
| Mexiko (AMPROFON)            | Platin                                                                 | 60.000     |
| Neuseeland (RMNZ)            | 6× Platin                                                              | 180.000    |
| Niederlande (NVPI)           | Gold                                                                   | 10.000     |
| Österreich (IFPI)            | Gold                                                                   | 15.000     |
| Portugal (AFP)               | 4× Platin                                                              | 40.000     |
| Schweden (IFPI)              | 3× Platin                                                              | 120.000    |
| Schweiz (IFPI)               | 5× Platin                                                              | 150.000    |
| Spanien (Promusicae)         | 3× Platin                                                              | 180.000    |
| Vereinigte Staaten (RIAA)    | 8× Platin                                                              | 8.000.000  |
| Vereinigtes Königreich (BPI) | 4× Platin                                                              | 2.400.000  |
| Insgesamt                    | 2× Gold · 56× Platin · 3× Diamant ·                                    | 14.555.100 |

### National Anthem
| Land/Region                  | Auszeichnungen für Musikverkäufe (Land/Region, Auszeichnung, Verkäufe) | Verkäufe  |
| ---------------------------- | ---------------------------------------------------------------------- | --------- |
| Australien (ARIA)            | Platin                                                                 | 70.000    |
| Brasilien (PMB)              | Platin                                                                 | 60.000    |
| Dänemark (IFPI)              | Gold                                                                   | 45.000    |
| Vereinigte Staaten (RIAA)    | Platin                                                                 | 1.000.000 |
| Vereinigtes Königreich (BPI) | Gold                                                                   | 400.000   |
| Insgesamt                    | 2× Gold · 3× Platin ·                                                  | 1.575.000 |

### Ride
| Land/Region                  | Auszeichnungen für Musikverkäufe (Land/Region, Auszeichnung, Verkäufe) | Verkäufe  |
| ---------------------------- | ---------------------------------------------------------------------- | --------- |
| Australien (ARIA)            | Platin                                                                 | 70.000    |
| Brasilien (PMB)              | Platin                                                                 | 60.000    |
| Vereinigte Staaten (RIAA)    | Platin                                                                 | 1.000.000 |
| Vereinigtes Königreich (BPI) | Gold                                                                   | 400.000   |
| Insgesamt                    | 1× Gold · 3× Platin ·                                                  | 1.530.000 |

### Dark Paradise
| Land/Region                  | Auszeichnungen für Musikverkäufe (Land/Region, Auszeichnung, Verkäufe) | Verkäufe  |
| ---------------------------- | ---------------------------------------------------------------------- | --------- |
| Australien (ARIA)            | Platin                                                                 | 70.000    |
| Brasilien (PMB)              | Platin                                                                 | 60.000    |
| Vereinigte Staaten (RIAA)    | Platin                                                                 | 1.000.000 |
| Vereinigtes Königreich (BPI) | Silber                                                                 | 200.000   |
| Insgesamt                    | 1× Silber · 3× Platin ·                                                | 1.330.000 |

### Young & Beautiful
| Land/Region                  | Auszeichnungen für Musikverkäufe (Land/Region, Auszeichnung, Verkäufe) | Verkäufe  |
| ---------------------------- | ---------------------------------------------------------------------- | --------- |
| Australien (ARIA)            | 10× Platin                                                             | 700.000   |
| Brasilien (PMB)              | 2× Platin                                                              | 120.000   |
| Dänemark (IFPI)              | Platin                                                                 | 90.000    |
| Deutschland (BVMI)           | Platin                                                                 | 300.000   |
| Griechenland (IFPI)          | 2× Platin                                                              | 40.000    |
| Italien (FIMI)               | 3× Platin                                                              | 300.000   |
| Kanada (MC)                  | Platin                                                                 | 80.000    |
| Neuseeland (RMNZ)            | 4× Platin                                                              | 120.000   |
| Schweden (IFPI)              | 2× Platin                                                              | 80.000    |
| Spanien (Promusicae)         | 2× Platin                                                              | 120.000   |
| Vereinigte Staaten (RIAA)    | 6× Platin                                                              | 6.000.000 |
| Vereinigtes Königreich (BPI) | 2× Platin                                                              | 1.200.000 |
| Insgesamt                    | 36× Platin ·                                                           | 9.150.000 |

### Once Upon a Dream
| Land/Region                  | Auszeichnungen für Musikverkäufe (Land/Region, Auszeichnung, Verkäufe) | Verkäufe  |
| ---------------------------- | ---------------------------------------------------------------------- | --------- |
| Australien (ARIA)            | Gold                                                                   | 35.000    |
| Vereinigte Staaten (RIAA)    | Platin                                                                 | 1.000.000 |
| Vereinigtes Königreich (BPI) | Silber                                                                 | 200.000   |
| Insgesamt                    | 1× Silber · 1× Gold · 1× Platin ·                                      | 1.235.000 |

### West Coast
| Land/Region                  | Auszeichnungen für Musikverkäufe (Land/Region, Auszeichnung, Verkäufe) | Verkäufe  |
| ---------------------------- | ---------------------------------------------------------------------- | --------- |
| Australien (ARIA)            | 2× Platin                                                              | 140.000   |
| Brasilien (PMB)              | 2× Platin                                                              | 120.000   |
| Dänemark (IFPI)              | Gold                                                                   | 45.000    |
| Deutschland (BVMI)           | Gold                                                                   | 300.000   |
| Griechenland (IFPI)          | 2× Platin                                                              | 40.000    |
| Italien (FIMI)               | Gold                                                                   | 50.000    |
| Spanien (Promusicae)         | Gold                                                                   | 30.000    |
| Vereinigte Staaten (RIAA)    | 2× Platin                                                              | 2.000.000 |
| Vereinigtes Königreich (BPI) | Platin                                                                 | 600.000   |
| Insgesamt                    | 4× Gold · 9× Platin ·                                                  | 3.325.000 |

### Shades of Cool
| Land/Region               | Auszeichnungen für Musikverkäufe (Land/Region, Auszeichnung, Verkäufe) | Verkäufe |
| ------------------------- | ---------------------------------------------------------------------- | -------- |
| Australien (ARIA)         | Gold                                                                   | 35.000   |
| Brasilien (PMB)           | Platin                                                                 | 60.000   |
| Vereinigte Staaten (RIAA) | Gold                                                                   | 500.000  |
| Insgesamt                 | 2× Gold · 1× Platin ·                                                  | 595.000  |

### Ultraviolence
| Land/Region                  | Auszeichnungen für Musikverkäufe (Land/Region, Auszeichnung, Verkäufe) | Verkäufe  |
| ---------------------------- | ---------------------------------------------------------------------- | --------- |
| Australien (ARIA)            | Gold                                                                   | 35.000    |
| Brasilien (PMB)              | Platin                                                                 | 60.000    |
| Vereinigte Staaten (RIAA)    | Platin                                                                 | 1.000.000 |
| Vereinigtes Königreich (BPI) | Silber                                                                 | 200.000   |
| Insgesamt                    | 1× Silber · 1× Gold · 2× Platin ·                                      | 1.295.000 |

### Brooklyn Baby
| Land/Region                  | Auszeichnungen für Musikverkäufe (Land/Region, Auszeichnung, Verkäufe) | Verkäufe  |
| ---------------------------- | ---------------------------------------------------------------------- | --------- |
| Australien (ARIA)            | Platin                                                                 | 70.000    |
| Brasilien (PMB)              | 2× Platin                                                              | 120.000   |
| Spanien (Promusicae)         | Gold                                                                   | 30.000    |
| Vereinigte Staaten (RIAA)    | Platin                                                                 | 1.000.000 |
| Vereinigtes Königreich (BPI) | Gold                                                                   | 400.000   |
| Insgesamt                    | 2× Gold · 4× Platin ·                                                  | 1.620.000 |

### Black Beauty
| Land/Region     | Auszeichnungen für Musikverkäufe (Land/Region, Auszeichnung, Verkäufe) | Verkäufe |
| --------------- | ---------------------------------------------------------------------- | -------- |
| Brasilien (PMB) | Gold                                                                   | 20.000   |
| Insgesamt       | 1× Gold ·                                                              | 20.000   |

### High by the Beach
| Land/Region                  | Auszeichnungen für Musikverkäufe (Land/Region, Auszeichnung, Verkäufe) | Verkäufe  |
| ---------------------------- | ---------------------------------------------------------------------- | --------- |
| Australien (ARIA)            | Platin                                                                 | 70.000    |
| Brasilien (PMB)              | Platin                                                                 | 60.000    |
| Polen (ZPAV)                 | Gold                                                                   | 25.000    |
| Vereinigte Staaten (RIAA)    | Platin                                                                 | 1.000.000 |
| Vereinigtes Königreich (BPI) | Silber                                                                 | 200.000   |
| Insgesamt                    | 1× Silber · 1× Gold · 3× Platin ·                                      | 1.355.000 |

### Music to Watch Boys To
| Land/Region     | Auszeichnungen für Musikverkäufe (Land/Region, Auszeichnung, Verkäufe) | Verkäufe |
| --------------- | ---------------------------------------------------------------------- | -------- |
| Brasilien (PMB) | Gold                                                                   | 30.000   |
| Insgesamt       | 1× Gold ·                                                              | 30.000   |

### Freak
| Land/Region               | Auszeichnungen für Musikverkäufe (Land/Region, Auszeichnung, Verkäufe) | Verkäufe |
| ------------------------- | ---------------------------------------------------------------------- | -------- |
| Brasilien (PMB)           | Gold                                                                   | 30.000   |
| Vereinigte Staaten (RIAA) | Gold                                                                   | 500.000  |
| Insgesamt                 | 2× Gold ·                                                              | 530.000  |

### Party Monster
| Land/Region                  | Auszeichnungen für Musikverkäufe (Land/Region, Auszeichnung, Verkäufe) | Verkäufe  |
| ---------------------------- | ---------------------------------------------------------------------- | --------- |
| Australien (ARIA)            | 2× Platin                                                              | 140.000   |
| Brasilien (PMB)              | 2× Platin                                                              | 120.000   |
| Dänemark (IFPI)              | Platin                                                                 | 90.000    |
| Frankreich (SNEP)            | Gold                                                                   | 100.000   |
| Griechenland (IFPI)          | Gold                                                                   | 10.000    |
| Italien (FIMI)               | Gold                                                                   | 50.000    |
| Kanada (MC)                  | 4× Platin                                                              | 320.000   |
| Neuseeland (RMNZ)            | Platin                                                                 | 30.000    |
| Norwegen (IFPI)              | Gold                                                                   | 20.000    |
| Polen (ZPAV)                 | Platin                                                                 | 50.000    |
| Portugal (AFP)               | Platin                                                                 | 10.000    |
| Vereinigte Staaten (RIAA)    | 3× Platin                                                              | 3.000.000 |
| Vereinigtes Königreich (BPI) | Platin                                                                 | 600.000   |
| Insgesamt                    | 4× Gold · 16× Platin ·                                                 | 4.540.000 |

### Love
| Land/Region                  | Auszeichnungen für Musikverkäufe (Land/Region, Auszeichnung, Verkäufe) | Verkäufe  |
| ---------------------------- | ---------------------------------------------------------------------- | --------- |
| Australien (ARIA)            | Platin                                                                 | 70.000    |
| Brasilien (PMB)              | 2× Platin                                                              | 80.000    |
| Italien (FIMI)               | Gold                                                                   | 25.000    |
| Polen (ZPAV)                 | Gold                                                                   | 25.000    |
| Schweden (IFPI)              | Gold                                                                   | 20.000    |
| Vereinigte Staaten (RIAA)    | Platin                                                                 | 1.000.000 |
| Vereinigtes Königreich (BPI) | Silber                                                                 | 246.000   |
| Insgesamt                    | 1× Silber · 3× Gold · 4× Platin ·                                      | 1.466.000 |

### Lust for Life
| Land/Region                  | Auszeichnungen für Musikverkäufe (Land/Region, Auszeichnung, Verkäufe) | Verkäufe  |
| ---------------------------- | ---------------------------------------------------------------------- | --------- |
| Australien (ARIA)            | Platin                                                                 | 70.000    |
| Brasilien (PMB)              | 2× Platin                                                              | 80.000    |
| Italien (FIMI)               | Gold                                                                   | 50.000    |
| Polen (ZPAV)                 | Gold                                                                   | 25.000    |
| Spanien (Promusicae)         | Gold                                                                   | 30.000    |
| Vereinigte Staaten (RIAA)    | Platin                                                                 | 1.000.000 |
| Vereinigtes Königreich (BPI) | Silber                                                                 | 218.000   |
| Insgesamt                    | 1× Silber · 3× Gold · 4× Platin ·                                      | 1.473.000 |

### Summer Bummer
| Land/Region               | Auszeichnungen für Musikverkäufe (Land/Region, Auszeichnung, Verkäufe) | Verkäufe |
| ------------------------- | ---------------------------------------------------------------------- | -------- |
| Australien (ARIA)         | Gold                                                                   | 35.000   |
| Vereinigte Staaten (RIAA) | Gold                                                                   | 500.000  |
| Insgesamt                 | 2× Gold ·                                                              | 535.000  |

### White Mustang
| Land/Region                  | Auszeichnungen für Musikverkäufe (Land/Region, Auszeichnung, Verkäufe) | Verkäufe |
| ---------------------------- | ---------------------------------------------------------------------- | -------- |
| Brasilien (PMB)              | Platin                                                                 | 40.000   |
| Polen (ZPAV)                 | Gold                                                                   | 25.000   |
| Vereinigtes Königreich (BPI) | Silber                                                                 | 200.000  |
| Insgesamt                    | 1× Silber · 1× Gold · 1× Platin ·                                      | 265.000  |

### Mariners Apartment Complex
| Land/Region                  | Auszeichnungen für Musikverkäufe (Land/Region, Auszeichnung, Verkäufe) | Verkäufe |
| ---------------------------- | ---------------------------------------------------------------------- | -------- |
| Australien (ARIA)            | Platin                                                                 | 70.000   |
| Brasilien (PMB)              | 2× Platin                                                              | 80.000   |
| Vereinigte Staaten (RIAA)    | Gold                                                                   | 500.000  |
| Vereinigtes Königreich (BPI) | Silber                                                                 | 200.000  |
| Insgesamt                    | 1× Silber · 1× Gold · 3× Platin ·                                      | 850.000  |

### Venice Bitch
| Land/Region                  | Auszeichnungen für Musikverkäufe (Land/Region, Auszeichnung, Verkäufe) | Verkäufe |
| ---------------------------- | ---------------------------------------------------------------------- | -------- |
| Australien (ARIA)            | Gold                                                                   | 35.000   |
| Brasilien (PMB)              | Platin                                                                 | 40.000   |
| Vereinigte Staaten (RIAA)    | Gold                                                                   | 500.000  |
| Vereinigtes Königreich (BPI) | Silber                                                                 | 200.000  |
| Insgesamt                    | 1× Silber · 2× Gold · 1× Platin ·                                      | 775.000  |

### Hope Is a Dangerous Thing for a Woman like Me to Have – but I Have It
| Land/Region       | Auszeichnungen für Musikverkäufe (Land/Region, Auszeichnung, Verkäufe) | Verkäufe |
| ----------------- | ---------------------------------------------------------------------- | -------- |
| Australien (ARIA) | Gold                                                                   | 35.000   |
| Brasilien (PMB)   | Platin                                                                 | 40.000   |
| Insgesamt         | 1× Gold · 1× Platin ·                                                  | 75.000   |

### Doin’ Time
| Land/Region                  | Auszeichnungen für Musikverkäufe (Land/Region, Auszeichnung, Verkäufe) | Verkäufe  |
| ---------------------------- | ---------------------------------------------------------------------- | --------- |
| Australien (ARIA)            | Platin                                                                 | 70.000    |
| Brasilien (PMB)              | 2× Diamant                                                             | 320.000   |
| Dänemark (IFPI)              | Gold                                                                   | 45.000    |
| Griechenland (IFPI)          | Gold                                                                   | 10.000    |
| Italien (FIMI)               | Gold                                                                   | 50.000    |
| Kanada (MC)                  | Gold                                                                   | 40.000    |
| Polen (ZPAV)                 | Platin                                                                 | 50.000    |
| Portugal (AFP)               | Gold                                                                   | 5.000     |
| Spanien (Promusicae)         | Gold                                                                   | 30.000    |
| Vereinigte Staaten (RIAA)    | Platin                                                                 | 1.000.000 |
| Vereinigtes Königreich (BPI) | Platin                                                                 | 600.000   |
| Insgesamt                    | 6× Gold · 4× Platin · 2× Diamant ·                                     | 2.220.000 |

### Fuck It, I Love You
| Land/Region                  | Auszeichnungen für Musikverkäufe (Land/Region, Auszeichnung, Verkäufe) | Verkäufe |
| ---------------------------- | ---------------------------------------------------------------------- | -------- |
| Australien (ARIA)            | Gold                                                                   | 35.000   |
| Brasilien (PMB)              | 2× Platin                                                              | 80.000   |
| Vereinigtes Königreich (BPI) | Gold                                                                   | 500.000  |
| Vereinigte Staaten (RIAA)    | Silber                                                                 | 200.000  |
| Insgesamt                    | 1× Silber · 2× Gold · 2× Platin ·                                      | 815.000  |

### Don’t Call Me Angel
| Land/Region                  | Auszeichnungen für Musikverkäufe (Land/Region, Auszeichnung, Verkäufe) | Verkäufe |
| ---------------------------- | ---------------------------------------------------------------------- | -------- |
| Australien (ARIA)            | Platin                                                                 | 70.000   |
| Brasilien (PMB)              | Diamant                                                                | 160.000  |
| Kanada (MC)                  | Platin                                                                 | 80.000   |
| Norwegen (IFPI)              | Gold                                                                   | 30.000   |
| Polen (ZPAV)                 | Platin                                                                 | 20.000   |
| Portugal (AFP)               | Gold                                                                   | 5.000    |
| Vereinigtes Königreich (BPI) | Gold                                                                   | 400.000  |
| Insgesamt                    | 3× Gold · 3× Platin · 1× Diamant ·                                     | 765.000  |

### Let Me Love You Like a Woman
| Land/Region     | Auszeichnungen für Musikverkäufe (Land/Region, Auszeichnung, Verkäufe) | Verkäufe |
| --------------- | ---------------------------------------------------------------------- | -------- |
| Brasilien (PMB) | Gold                                                                   | 20.000   |
| Insgesamt       | 1× Gold ·                                                              | 20.000   |

### Chemtrails over the Country Club
| Land/Region                  | Auszeichnungen für Musikverkäufe (Land/Region, Auszeichnung, Verkäufe) | Verkäufe |
| ---------------------------- | ---------------------------------------------------------------------- | -------- |
| Australien (ARIA)            | Gold                                                                   | 35.000   |
| Brasilien (PMB)              | 2× Platin                                                              | 80.000   |
| Frankreich (SNEP)            | Gold                                                                   | 100.000  |
| Polen (ZPAV)                 | Platin                                                                 | 50.000   |
| Spanien (Promusicae)         | Gold                                                                   | 30.000   |
| Vereinigtes Königreich (BPI) | Silber                                                                 | 200.000  |
| Insgesamt                    | 1× Silber · 3× Gold · 3× Platin ·                                      | 495.000  |

### Text Book
| Land/Region     | Auszeichnungen für Musikverkäufe (Land/Region, Auszeichnung, Verkäufe) | Verkäufe |
| --------------- | ---------------------------------------------------------------------- | -------- |
| Brasilien (PMB) | Gold                                                                   | 20.000   |
| Insgesamt       | 1× Gold ·                                                              | 20.000   |

### Watercolor Eyes
| Land/Region     | Auszeichnungen für Musikverkäufe (Land/Region, Auszeichnung, Verkäufe) | Verkäufe |
| --------------- | ---------------------------------------------------------------------- | -------- |
| Brasilien (PMB) | Gold                                                                   | 20.000   |
| Insgesamt       | 1× Gold ·                                                              | 20.000   |

### Did You Know That There’s a Tunnel Under Ocean Blvd
| Land/Region     | Auszeichnungen für Musikverkäufe (Land/Region, Auszeichnung, Verkäufe) | Verkäufe |
| --------------- | ---------------------------------------------------------------------- | -------- |
| Brasilien (PMB) | Platin                                                                 | 40.000   |
| Insgesamt       | 1× Platin ·                                                            | 40.000   |

### A&W
| Land/Region     | Auszeichnungen für Musikverkäufe (Land/Region, Auszeichnung, Verkäufe) | Verkäufe |
| --------------- | ---------------------------------------------------------------------- | -------- |
| Brasilien (PMB) | Platin                                                                 | 40.000   |
| Insgesamt       | 1× Platin ·                                                            | 40.000   |

### Say Yes to Heaven
| Land/Region                  | Auszeichnungen für Musikverkäufe (Land/Region, Auszeichnung, Verkäufe) | Verkäufe  |
| ---------------------------- | ---------------------------------------------------------------------- | --------- |
| Australien (ARIA)            | 2× Platin                                                              | 140.000   |
| Belgien (BRMA)               | Gold                                                                   | 20.000    |
| Brasilien (PMB)              | 3× Platin                                                              | 120.000   |
| Frankreich (SNEP)            | Platin                                                                 | 200.000   |
| Griechenland (IFPI)          | Gold                                                                   | 10.000    |
| Italien (FIMI)               | Gold                                                                   | 50.000    |
| Kanada (MC)                  | Platin                                                                 | 80.000    |
| Polen (ZPAV)                 | 2× Platin                                                              | 100.000   |
| Spanien (Promusicae)         | Gold                                                                   | 30.000    |
| Vereinigte Staaten (RIAA)    | Gold                                                                   | 500.000   |
| Vereinigtes Königreich (BPI) | Gold                                                                   | 400.000   |
| Zentralamerika (CFC)         | Platin                                                                 | 70.000    |
| Insgesamt                    | 6× Gold · 10× Platin ·                                                 | 1.720.000 |

### Summertime
| Land/Region        | Auszeichnungen für Musikverkäufe (Land/Region, Auszeichnung, Verkäufe) | Verkäufe |
| ------------------ | ---------------------------------------------------------------------- | -------- |
| Deutschland (BVMI) | Gold                                                                   | 300.000  |
| Insgesamt          | 1× Gold ·                                                              | 300.000  |

### Tough
| Land/Region         | Auszeichnungen für Musikverkäufe (Land/Region, Auszeichnung, Verkäufe) | Verkäufe |
| ------------------- | ---------------------------------------------------------------------- | -------- |
| Brasilien (PMB)     | Platin                                                                 | 40.000   |
| Griechenland (IFPI) | Gold                                                                   | 10.000   |
| Insgesamt           | 1× Gold · 1× Platin ·                                                  | 50.000   |

## Auszeichnungen nach Liedern

### Radio
| Land/Region                  | Auszeichnungen für Musikverkäufe (Land/Region, Auszeichnung, Verkäufe) | Verkäufe  |
| ---------------------------- | ---------------------------------------------------------------------- | --------- |
| Australien (ARIA)            | 3× Platin                                                              | 210.000   |
| Brasilien (PMB)              | Gold                                                                   | 30.000    |
| Griechenland (IFPI)          | Gold                                                                   | 10.000    |
| Kanada (MC)                  | 2× Platin                                                              | 160.000   |
| Vereinigte Staaten (RIAA)    | Platin                                                                 | 1.000.000 |
| Vereinigtes Königreich (BPI) | Gold                                                                   | 400.000   |
| Insgesamt                    | 3× Gold · 6× Platin ·                                                  | 1.810.000 |

### Carmen
| Land/Region               | Auszeichnungen für Musikverkäufe (Land/Region, Auszeichnung, Verkäufe) | Verkäufe |
| ------------------------- | ---------------------------------------------------------------------- | -------- |
| Vereinigte Staaten (RIAA) | Gold                                                                   | 500.000  |
| Insgesamt                 | 1× Gold ·                                                              | 500.000  |

### Million Dollar Man
| Land/Region               | Auszeichnungen für Musikverkäufe (Land/Region, Auszeichnung, Verkäufe) | Verkäufe |
| ------------------------- | ---------------------------------------------------------------------- | -------- |
| Vereinigte Staaten (RIAA) | Gold                                                                   | 500.000  |
| Insgesamt                 | 1× Gold ·                                                              | 500.000  |

### This Is What Makes Us Girls
| Land/Region               | Auszeichnungen für Musikverkäufe (Land/Region, Auszeichnung, Verkäufe) | Verkäufe |
| ------------------------- | ---------------------------------------------------------------------- | -------- |
| Australien (ARIA)         | Gold                                                                   | 35.000   |
| Vereinigte Staaten (RIAA) | Gold                                                                   | 500.000  |
| Insgesamt                 | 2× Gold ·                                                              | 535.000  |

### Off to the Races
| Land/Region                  | Auszeichnungen für Musikverkäufe (Land/Region, Auszeichnung, Verkäufe) | Verkäufe  |
| ---------------------------- | ---------------------------------------------------------------------- | --------- |
| Australien (ARIA)            | Gold                                                                   | 35.000    |
| Brasilien (PMB)              | Gold                                                                   | 30.000    |
| Vereinigte Staaten (RIAA)    | Platin                                                                 | 1.000.000 |
| Vereinigtes Königreich (BPI) | Silber                                                                 | 200.000   |
| Insgesamt                    | 1× Silber · 2× Gold · 1× Platin ·                                      | 1.265.000 |

### Cola
| Land/Region               | Auszeichnungen für Musikverkäufe (Land/Region, Auszeichnung, Verkäufe) | Verkäufe |
| ------------------------- | ---------------------------------------------------------------------- | -------- |
| Australien (ARIA)         | Gold                                                                   | 35.000   |
| Brasilien (PMB)           | Gold                                                                   | 30.000   |
| Vereinigte Staaten (RIAA) | Gold                                                                   | 500.000  |
| Insgesamt                 | 3× Gold ·                                                              | 565.000  |

### Diet Mountain Dew
| Land/Region                  | Auszeichnungen für Musikverkäufe (Land/Region, Auszeichnung, Verkäufe) | Verkäufe  |
| ---------------------------- | ---------------------------------------------------------------------- | --------- |
| Australien (ARIA)            | Platin                                                                 | 70.000    |
| Brasilien (PMB)              | Gold                                                                   | 30.000    |
| Vereinigte Staaten (RIAA)    | Platin                                                                 | 1.000.000 |
| Vereinigtes Königreich (BPI) | Gold                                                                   | 400.000   |
| Insgesamt                    | 2× Gold · 2× Platin ·                                                  | 1.500.000 |

### Gods & Monsters
| Land/Region                  | Auszeichnungen für Musikverkäufe (Land/Region, Auszeichnung, Verkäufe) | Verkäufe |
| ---------------------------- | ---------------------------------------------------------------------- | -------- |
| Vereinigte Staaten (RIAA)    | Gold                                                                   | 500.000  |
| Vereinigtes Königreich (BPI) | Silber                                                                 | 200.000  |
| Insgesamt                    | 1× Silber · 1× Gold ·                                                  | 700.000  |

### American
| Land/Region               | Auszeichnungen für Musikverkäufe (Land/Region, Auszeichnung, Verkäufe) | Verkäufe |
| ------------------------- | ---------------------------------------------------------------------- | -------- |
| Vereinigte Staaten (RIAA) | Gold                                                                   | 500.000  |
| Insgesamt                 | 1× Gold ·                                                              | 500.000  |

### Without You
| Land/Region               | Auszeichnungen für Musikverkäufe (Land/Region, Auszeichnung, Verkäufe) | Verkäufe |
| ------------------------- | ---------------------------------------------------------------------- | -------- |
| Brasilien (PMB)           | Gold                                                                   | 30.000   |
| Vereinigte Staaten (RIAA) | Gold                                                                   | 500.000  |
| Insgesamt                 | 2× Gold ·                                                              | 530.000  |

### Pretty When You Cry
| Land/Region                  | Auszeichnungen für Musikverkäufe (Land/Region, Auszeichnung, Verkäufe) | Verkäufe |
| ---------------------------- | ---------------------------------------------------------------------- | -------- |
| Australien (ARIA)            | Gold                                                                   | 35.000   |
| Brasilien (PMB)              | Gold                                                                   | 30.000   |
| Vereinigtes Königreich (BPI) | Silber                                                                 | 200.000  |
| Insgesamt                    | 1× Silber · 2× Gold ·                                                  | 265.000  |

### Sad Girl
| Land/Region                  | Auszeichnungen für Musikverkäufe (Land/Region, Auszeichnung, Verkäufe) | Verkäufe |
| ---------------------------- | ---------------------------------------------------------------------- | -------- |
| Australien (ARIA)            | Gold                                                                   | 35.000   |
| Brasilien (PMB)              | Gold                                                                   | 30.000   |
| Vereinigtes Königreich (BPI) | Silber                                                                 | 200.000  |
| Insgesamt                    | 1× Silber · 2× Gold ·                                                  | 265.000  |

### Prisoner
| Land/Region               | Auszeichnungen für Musikverkäufe (Land/Region, Auszeichnung, Verkäufe) | Verkäufe  |
| ------------------------- | ---------------------------------------------------------------------- | --------- |
| Australien (ARIA)         | Gold                                                                   | 35.000    |
| Kanada (MC)               | Gold                                                                   | 40.000    |
| Vereinigte Staaten (RIAA) | Platin                                                                 | 1.000.000 |
| Insgesamt                 | 2× Gold · 1× Platin ·                                                  | 1.075.000 |

### Art Deco
| Land/Region                  | Auszeichnungen für Musikverkäufe (Land/Region, Auszeichnung, Verkäufe) | Verkäufe |
| ---------------------------- | ---------------------------------------------------------------------- | -------- |
| Australien (ARIA)            | Gold                                                                   | 35.000   |
| Brasilien (PMB)              | Gold                                                                   | 30.000   |
| Polen (ZPAV)                 | Platin                                                                 | 50.000   |
| Vereinigte Staaten (RIAA)    | Gold                                                                   | 500.000  |
| Vereinigtes Königreich (BPI) | Silber                                                                 | 200.000  |
| Insgesamt                    | 1× Silber · 3× Gold · 1× Platin ·                                      | 815.000  |

### Salvatore
| Land/Region  | Auszeichnungen für Musikverkäufe (Land/Region, Auszeichnung, Verkäufe) | Verkäufe |
| ------------ | ---------------------------------------------------------------------- | -------- |
| Polen (ZPAV) | Gold                                                                   | 25.000   |
| Insgesamt    | 1× Gold ·                                                              | 25.000   |

### Stargirl Interlude
| Land/Region                  | Auszeichnungen für Musikverkäufe (Land/Region, Auszeichnung, Verkäufe) | Verkäufe  |
| ---------------------------- | ---------------------------------------------------------------------- | --------- |
| Brasilien (PMB)              | Gold                                                                   | 30.000    |
| Dänemark (IFPI)              | Gold                                                                   | 45.000    |
| Frankreich (SNEP)            | Platin                                                                 | 200.000   |
| Griechenland (IFPI)          | 2× Platin                                                              | 40.000    |
| Italien (FIMI)               | Gold                                                                   | 50.000    |
| Kanada (MC)                  | Gold                                                                   | 40.000    |
| Neuseeland (RMNZ)            | 2× Platin                                                              | 60.000    |
| Polen (ZPAV)                 | 2× Platin                                                              | 100.000   |
| Portugal (AFP)               | Gold                                                                   | 5.000     |
| Spanien (Promusicae)         | Gold                                                                   | 30.000    |
| Vereinigtes Königreich (BPI) | Platin                                                                 | 600.000   |
| Insgesamt                    | 6× Gold · 8× Platin ·                                                  | 1.200.000 |

### Cherry
| Land/Region                  | Auszeichnungen für Musikverkäufe (Land/Region, Auszeichnung, Verkäufe) | Verkäufe |
| ---------------------------- | ---------------------------------------------------------------------- | -------- |
| Australien (ARIA)            | Gold                                                                   | 35.000   |
| Brasilien (PMB)              | Platin                                                                 | 40.000   |
| Polen (ZPAV)                 | Gold                                                                   | 25.000   |
| Vereinigte Staaten (RIAA)    | Gold                                                                   | 500.000  |
| Vereinigtes Königreich (BPI) | Silber                                                                 | 200.000  |
| Insgesamt                    | 1× Silber · 3× Gold · 1× Platin ·                                      | 800.000  |

### In My Feelings
| Land/Region     | Auszeichnungen für Musikverkäufe (Land/Region, Auszeichnung, Verkäufe) | Verkäufe |
| --------------- | ---------------------------------------------------------------------- | -------- |
| Brasilien (PMB) | Gold                                                                   | 20.000   |
| Insgesamt       | 1× Gold ·                                                              | 20.000   |

### 13 Beaches
| Land/Region     | Auszeichnungen für Musikverkäufe (Land/Region, Auszeichnung, Verkäufe) | Verkäufe |
| --------------- | ---------------------------------------------------------------------- | -------- |
| Brasilien (PMB) | Gold                                                                   | 20.000   |
| Insgesamt       | 1× Gold ·                                                              | 20.000   |

### Get Free
| Land/Region | Auszeichnungen für Musikverkäufe (Land/Region, Auszeichnung, Verkäufe) | Verkäufe |
| ----------- | ---------------------------------------------------------------------- | -------- |
| Kanada (MC) | Gold                                                                   | 40.000   |
| Insgesamt   | 1× Gold ·                                                              | 40.000   |

### Norman Fucking Rockwell
| Land/Region                  | Auszeichnungen für Musikverkäufe (Land/Region, Auszeichnung, Verkäufe) | Verkäufe |
| ---------------------------- | ---------------------------------------------------------------------- | -------- |
| Australien (ARIA)            | Gold                                                                   | 35.000   |
| Brasilien (PMB)              | Platin                                                                 | 40.000   |
| Vereinigtes Königreich (BPI) | Silber                                                                 | 200.000  |
| Insgesamt                    | 1× Silber · 1× Gold · 1× Platin ·                                      | 275.000  |

### Cinnamon Girl
| Land/Region                  | Auszeichnungen für Musikverkäufe (Land/Region, Auszeichnung, Verkäufe) | Verkäufe  |
| ---------------------------- | ---------------------------------------------------------------------- | --------- |
| Australien (ARIA)            | Platin                                                                 | 70.000    |
| Brasilien (PMB)              | 2× Platin                                                              | 80.000    |
| Polen (ZPAV)                 | Platin                                                                 | 50.000    |
| Spanien (Promusicae)         | Gold                                                                   | 30.000    |
| Vereinigte Staaten (RIAA)    | Gold                                                                   | 500.000   |
| Vereinigtes Königreich (BPI) | Gold                                                                   | 400.000   |
| Insgesamt                    | 3× Gold · 4× Platin ·                                                  | 1.130.000 |

### Happiness is a Butterfly
| Land/Region                  | Auszeichnungen für Musikverkäufe (Land/Region, Auszeichnung, Verkäufe) | Verkäufe |
| ---------------------------- | ---------------------------------------------------------------------- | -------- |
| Australien (ARIA)            | Gold                                                                   | 35.000   |
| Brasilien (PMB)              | 2× Platin                                                              | 80.000   |
| Polen (ZPAV)                 | Gold                                                                   | 25.000   |
| Vereinigte Staaten (RIAA)    | Gold                                                                   | 500.000  |
| Vereinigtes Königreich (BPI) | Silber                                                                 | 200.000  |
| Insgesamt                    | 1× Silber · 3× Gold · 2× Platin ·                                      | 840.000  |

### How to Disappear
| Land/Region               | Auszeichnungen für Musikverkäufe (Land/Region, Auszeichnung, Verkäufe) | Verkäufe |
| ------------------------- | ---------------------------------------------------------------------- | -------- |
| Brasilien (PMB)           | Gold                                                                   | 20.000   |
| Vereinigte Staaten (RIAA) | Gold                                                                   | 500.000  |
| Insgesamt                 | 2× Gold ·                                                              | 520.000  |

### California
| Land/Region     | Auszeichnungen für Musikverkäufe (Land/Region, Auszeichnung, Verkäufe) | Verkäufe |
| --------------- | ---------------------------------------------------------------------- | -------- |
| Brasilien (PMB) | Platin                                                                 | 40.000   |
| Insgesamt       | 1× Platin ·                                                            | 40.000   |

### The Greatest
| Land/Region     | Auszeichnungen für Musikverkäufe (Land/Region, Auszeichnung, Verkäufe) | Verkäufe |
| --------------- | ---------------------------------------------------------------------- | -------- |
| Brasilien (PMB) | Platin                                                                 | 40.000   |
| Insgesamt       | 1× Platin ·                                                            | 40.000   |

### The Next Best American Record
| Land/Region     | Auszeichnungen für Musikverkäufe (Land/Region, Auszeichnung, Verkäufe) | Verkäufe |
| --------------- | ---------------------------------------------------------------------- | -------- |
| Brasilien (PMB) | Gold                                                                   | 20.000   |
| Insgesamt       | 1× Gold ·                                                              | 20.000   |

### Bartender
| Land/Region     | Auszeichnungen für Musikverkäufe (Land/Region, Auszeichnung, Verkäufe) | Verkäufe |
| --------------- | ---------------------------------------------------------------------- | -------- |
| Brasilien (PMB) | Gold                                                                   | 20.000   |
| Insgesamt       | 1× Gold ·                                                              | 20.000   |

### White Dress
| Land/Region     | Auszeichnungen für Musikverkäufe (Land/Region, Auszeichnung, Verkäufe) | Verkäufe |
| --------------- | ---------------------------------------------------------------------- | -------- |
| Brasilien (PMB) | Gold                                                                   | 20.000   |
| Insgesamt       | 1× Gold ·                                                              | 20.000   |

### Dealer
| Land/Region               | Auszeichnungen für Musikverkäufe (Land/Region, Auszeichnung, Verkäufe) | Verkäufe |
| ------------------------- | ---------------------------------------------------------------------- | -------- |
| Brasilien (PMB)           | Gold                                                                   | 20.000   |
| Vereinigte Staaten (RIAA) | Gold                                                                   | 500.000  |
| Insgesamt                 | 2× Gold ·                                                              | 520.000  |

### Thunder
| Land/Region     | Auszeichnungen für Musikverkäufe (Land/Region, Auszeichnung, Verkäufe) | Verkäufe |
| --------------- | ---------------------------------------------------------------------- | -------- |
| Brasilien (PMB) | Gold                                                                   | 20.000   |
| Insgesamt       | 1× Gold ·                                                              | 20.000   |

### Snow on the Beach
| Land/Region                  | Auszeichnungen für Musikverkäufe (Land/Region, Auszeichnung, Verkäufe) | Verkäufe |
| ---------------------------- | ---------------------------------------------------------------------- | -------- |
| Australien (ARIA)            | 2× Platin                                                              | 140.000  |
| Brasilien (PMB)              | Platin                                                                 | 40.000   |
| Kanada (MC)                  | Platin                                                                 | 80.000   |
| Mexiko (AMPROFON)            | Gold                                                                   | 70.000   |
| Neuseeland (RMNZ)            | Gold                                                                   | 15.000   |
| Portugal (AFP)               | Gold                                                                   | 5.000    |
| Spanien (Promusicae)         | Gold                                                                   | 30.000   |
| Vereinigtes Königreich (BPI) | Gold                                                                   | 400.000  |
| Insgesamt                    | 5× Gold · 4× Platin ·                                                  | 780.000  |

### Let The Light In
| Land/Region                  | Auszeichnungen für Musikverkäufe (Land/Region, Auszeichnung, Verkäufe) | Verkäufe |
| ---------------------------- | ---------------------------------------------------------------------- | -------- |
| Brasilien (PMB)              | 3× Platin                                                              | 120.000  |
| Kanada (MC)                  | Gold                                                                   | 40.000   |
| Vereinigtes Königreich (BPI) | Silber                                                                 | 200.000  |
| Insgesamt                    | 1× Silber · 1× Gold · 3× Platin ·                                      | 360.000  |

### Peppers
| Land/Region     | Auszeichnungen für Musikverkäufe (Land/Region, Auszeichnung, Verkäufe) | Verkäufe |
| --------------- | ---------------------------------------------------------------------- | -------- |
| Brasilien (PMB) | Platin                                                                 | 40.000   |
| Insgesamt       | 1× Platin ·                                                            | 40.000   |

### Paris, Texas
| Land/Region     | Auszeichnungen für Musikverkäufe (Land/Region, Auszeichnung, Verkäufe) | Verkäufe |
| --------------- | ---------------------------------------------------------------------- | -------- |
| Brasilien (PMB) | Gold                                                                   | 20.000   |
| Insgesamt       | 1× Gold ·                                                              | 20.000   |

### Candy Necklace
| Land/Region     | Auszeichnungen für Musikverkäufe (Land/Region, Auszeichnung, Verkäufe) | Verkäufe |
| --------------- | ---------------------------------------------------------------------- | -------- |
| Brasilien (PMB) | Gold                                                                   | 20.000   |
| Insgesamt       | 1× Gold ·                                                              | 20.000   |

### Margaret
| Land/Region                  | Auszeichnungen für Musikverkäufe (Land/Region, Auszeichnung, Verkäufe) | Verkäufe |
| ---------------------------- | ---------------------------------------------------------------------- | -------- |
| Brasilien (PMB)              | 2× Platin                                                              | 80.000   |
| Polen (ZPAV)                 | Gold                                                                   | 25.000   |
| Vereinigtes Königreich (BPI) | Silber                                                                 | 200.000  |
| Insgesamt                    | 1× Silber · 1× Gold · 2× Platin ·                                      | 305.000  |

### Taco Truck x VB
| Land/Region     | Auszeichnungen für Musikverkäufe (Land/Region, Auszeichnung, Verkäufe) | Verkäufe |
| --------------- | ---------------------------------------------------------------------- | -------- |
| Brasilien (PMB) | Gold                                                                   | 20.000   |
| Insgesamt       | 1× Gold ·                                                              | 20.000   |

### The Abyss
| Land/Region         | Auszeichnungen für Musikverkäufe (Land/Region, Auszeichnung, Verkäufe) | Verkäufe |
| ------------------- | ---------------------------------------------------------------------- | -------- |
| Griechenland (IFPI) | Gold                                                                   | 10.000   |
| Insgesamt           | 1× Gold ·                                                              | 10.000   |

## Auszeichnungen nach Musikstreamings

### Video Games
| Land/Region     | Auszeichnungen für Musikverkäufe (Land/Region, Auszeichnung, Verkäufe) | Verkäufe |
| --------------- | ---------------------------------------------------------------------- | -------- |
| Dänemark (IFPI) | Gold                                                                   | 450.000  |
| Insgesamt       | 1× Gold ·                                                              | 450.000  |

### Blue Jeans
| Land/Region     | Auszeichnungen für Musikverkäufe (Land/Region, Auszeichnung, Verkäufe) | Verkäufe |
| --------------- | ---------------------------------------------------------------------- | -------- |
| Dänemark (IFPI) | Gold                                                                   | 900.000  |
| Insgesamt       | 1× Gold ·                                                              | 900.000  |

### Born to Die
| Land/Region     | Auszeichnungen für Musikverkäufe (Land/Region, Auszeichnung, Verkäufe) | Verkäufe |
| --------------- | ---------------------------------------------------------------------- | -------- |
| Dänemark (IFPI) | Gold                                                                   | 450.000  |
| Insgesamt       | 1× Gold ·                                                              | 450.000  |

### Summertime Sadness
| Land/Region          | Auszeichnungen für Musikverkäufe (Land/Region, Auszeichnung, Verkäufe) | Verkäufe  |
| -------------------- | ---------------------------------------------------------------------- | --------- |
| Dänemark (IFPI)      | Platin                                                                 | 1.800.000 |
| Spanien (Promusicae) | Gold                                                                   | 4.000.000 |
| Insgesamt            | 1× Gold · 1× Platin ·                                                  | 5.800.000 |

### Young & Beautiful
| Land/Region     | Auszeichnungen für Musikverkäufe (Land/Region, Auszeichnung, Verkäufe) | Verkäufe |
| --------------- | ---------------------------------------------------------------------- | -------- |
| Dänemark (IFPI) | Gold                                                                   | 900.000  |
| Insgesamt       | 1× Gold ·                                                              | 900.000  |

## Statistik und Quellen
| Land/RegionAuszeichnungen für Musikverkäufe (Land/Region, Auszeichnungen, Verkäufe, Quellen) | Silber       | Gold         | Platin         | Diamant       | Verkäufe    | Quellen                                                     |
| -------------------------------------------------------------------------------------------- | ------------ | ------------ | -------------- | ------------- | ----------- | ----------------------------------------------------------- |
| Australien (ARIA)                                                                            | —            | 20× Gold20   | 61× Platin61   | —             | 4.970.000   | aria.com.au                                                 |
| Belgien (BRMA)                                                                               | —            | 2× Gold2     | 2× Platin2     | —             | 90.000      | ultratop.be                                                 |
| Brasilien (PMB)                                                                              | —            | 28× Gold28   | 59× Platin59   | 9× Diamant9   | 5.160.000   | pro-musicabr.org.br                                         |
| Dänemark (IFPI)                                                                              | —            | 10× Gold10   | 13× Platin13   | —             | 860.000     | ifpi.dk                                                     |
| Deutschland (BVMI)                                                                           | —            | 6× Gold6     | 10× Platin10   | —             | 3.650.000   | musikindustrie.de                                           |
| Europa (IFPI)                                                                                | —            | —            | 2× Platin2     | —             | (2.000.000) | ifpi.org (Memento vom 15. Oktober 2013 im Internet Archive) |
| Finnland (IFPI)                                                                              | —            | 3× Gold3     | 6× Platin6     | —             | 150.000     | Einzelnachweise                                             |
| Frankreich (SNEP)                                                                            | —            | 7× Gold7     | 3× Platin3     | Diamant1      | 1.711.100   | infodisc.fr snepmusique.com                                 |
| Griechenland (IFPI)                                                                          | —            | 6× Gold6     | 8× Platin8     | —             | 220.000     | Einzelnachweise                                             |
| Irland (IRMA)                                                                                | —            | —            | 2× Platin2     | —             | 30.000      | irishcharts.ie                                              |
| Italien (FIMI)                                                                               | —            | 11× Gold11   | 12× Platin12   | —             | 1.035.000   | fimi.it                                                     |
| Kanada (MC)                                                                                  | —            | 11× Gold11   | 21× Platin21   | Diamant1      | 2.920.000   | musiccanada.com                                             |
| Mexiko (AMPROFON)                                                                            | —            | 3× Gold3     | 2× Platin2     | —             | 250.000     | amprofon.com.mx                                             |
| Neuseeland (RMNZ)                                                                            | —            | 2× Gold2     | 28× Platin28   | —             | 697.500     | aotearoamusiccharts.co.nz NZ2 NZ3                           |
| Niederlande (NVPI)                                                                           | —            | Gold1        | —              | —             | 10.000      | nvpi.nl                                                     |
| Norwegen (IFPI)                                                                              | —            | 3× Gold3     | —              | —             | 65.000      | ifpi.no                                                     |
| Österreich (IFPI)                                                                            | —            | 2× Gold2     | 3× Platin3     | —             | 92.500      | ifpi.at                                                     |
| Polen (ZPAV)                                                                                 | —            | 8× Gold8     | 20× Platin20   | Diamant1      | 970.000     | olis.pl                                                     |
| Portugal (AFP)                                                                               | —            | 5× Gold5     | 8× Platin8     | —             | 113.500     | Einzelnachweise                                             |
| Russland (NFPF)                                                                              | —            | —            | Platin1        | —             | 10.000      | Einzelnachweise                                             |
| Schweden (IFPI)                                                                              | —            | 2× Gold2     | 7× Platin7     | —             | 380.000     | sverigetopplistan.se                                        |
| Schweiz (IFPI)                                                                               | —            | —            | 9× Platin9     | —             | 210.000     | hitparade.ch                                                |
| Singapur (RIAS)                                                                              | —            | Gold1        | —              | —             | 5.000       | rias.org.sg                                                 |
| Spanien (Promusicae)                                                                         | —            | 11× Gold11   | 7× Platin7     | —             | 700.000     | elportaldemusica.es promusicae.es                           |
| Ungarn (MAHASZ)                                                                              | —            | Gold1        | —              | —             | 3.000       | slagerlistak.hu                                             |
| Vereinigte Staaten (RIAA)                                                                    | —            | 22× Gold22   | 48× Platin48   | —             | 59.509.000  | riaa.com                                                    |
| Vereinigtes Königreich (BPI)                                                                 | 21× Silber21 | 14× Gold14   | 22× Platin22   | —             | 19.642.000  | bpi.co.uk                                                   |
| Zentralamerika (CFC)                                                                         | —            | —            | Platin1        | —             | 70.000      | cfc-musica.com                                              |
| Insgesamt                                                                                    | 21× Silber21 | 179× Gold179 | 355× Platin355 | 12× Diamant12 |             |                                                             |